# جامعة قرجيطة
جامعة قرجيطة (بالغاليسية: Universidade da Coruña)‏ هي جامعة حكومية إسبانيّة تقع في مدينة قرجيطة في منطقة جليقية. تأسست عام 1989،تنقسم إدارات الجامعة بين حرمين جامعيين أساسيين في قرجيطة وفيرول القريبة. ينتشر حرم قرجيطة الجامعي في ثلاث ضواحي من ضواحي قرجيطة هي إلفينيا وزاباتيرا (بالقرب من موقع معركة إلفينيا وأوزا.

## التاريخ
تأسست أول جامعة في غاليسيا عام 1495 في سانتياغو دي كومبوستيلا، وبقيت الجامعة الوحيدة في غاليسيا حتى بدايات عقد الثمانينيات، حيث أنشأ حرمان جامعيان في قرجيطة وفيغو من جامعة سانتياغو دي كومبوستيلا.
في بدايات عقد 1960، أنشئت كلية المهندسين البحريين والصناعيين التابعة لجامعة فيرول كمؤسسة تمنح درجة علمية بموجب أمر وزاري. حتى عام 1990، كانت هذه الكلية تعتمد بشكلٍ مباشر على وزارة التربية والتعليم في مدريد. عام 1990، دُمجت الكلية مع جامعة قرجيطة. في أواخر عقد الثمانينيات، أصح حرم قرجيطة وحرم فيغو الجامعيان، واللذان كانا جزءاً من جامعة سانتياغو دي كومبوستيلا جامعات مستقلة بالكامل تتمتعان بسلطة إصدار شهادات جامعية خاصة بهما.
في بدايات عقد 1990، أسست هذه الجامعات مزيداً من الحرم الجامعية:
- جامعة سانتياغو يد كومبوستيلا القائمة في سانتياغو دي كومبوستيلا، ويوجد لها حرم جامعي في لوغو (إسبانيا)
- جامعة قرجيطة القائمة في قرجيطة، ويوجد لها حرم جامعي في فيرول (لا كرونيا)
- جامعة فيغو القائمة في فيغو، ويوجد لها حرمان جامعيان في أورينسي وبونتيفيدرا